# Copa de Honor MCBA 1911
La Copa de Honor MCBA 1911 fue la final que decidió el campeón de la 7° edición de esta Copa Nacional de Argentina. En el partido celebrado en el estadio de River Plate en Dársena Sur (La Boca) el 24 de septiembre de 1911. Newell's Old Boys venció al Club Atlético Porteño por 3-2 ganando esta Copa de Primera División que es su primer título de la AFA.

## Descripción
La edición de 1911 fue disputada por 12 clubes, 7 de la Provincia de Buenos Aires y 5 de la Liga Rosarina de Fútbol. Jugando en un torneo de eliminación simple, Newell's venció a Rosario Central (2-1 en Plaza Jewell) y a San Isidro 1-0 en su propia sede. Por otro lado Porteño venció al Club Atlético Provincial (5-2), Gimnasia y Esgrima de Buenos Aires (4-2), clasificándose a la final.
La final se disputó en el estadio River Plate de La Boca el 24 de septiembre de 1911, donde Newell's ganó 3-2 con gol de Manuel González (2) y Hollamby, quien anotó en el último minuto del partido.
| Equipo                                    | Ciudad       |
| ----------------------------------------- | ------------ |
| Belgrano Athletic                         | Buenos Aires |
| Club de Gimnasia y Esgrima (Buenos Aires) | Buenos Aires |
| Club Atlético Estudiantes                 | Buenos Aires |
| Club Atlético River Plate                 | Buenos Aires |
| Club Atlético San Isidro                  | San Isidro   |
| Racing Club                               | Avellaneda   |
| Club Atlético Porteño                     | Buenos Aires |
| Club Atlético Argentino                   | Rosario      |
| Club Atlético Newell's Old Boys           | Rosario      |
| Club Atlético Provincial                  | Rosario      |
| Rosario Central                           | Rosario      |
| Tiro Federal                              | Rosario      |

## Detalles del partido
1911 Copa de Honor MCBA Final
Estadio: River Plate, Buenos Aires
Árbitro: T. Jordan
```
FINAL
```

|  | Copa de Honor "Municipalidad de Buenos Aires" 1911 |  |  |  |
|  |                                                    |  |  |  |
|  |                                                    |  |  |  |
|  |                                                    |  |  |  |
|  |                                                    |  |  |  |
|  |                                                    |  |  |  |

|  | Porteño                         | 2-3 | Newell´s                              |  |  |
|  | Debenedetti 22' · Marques 35' · |     | M. González 14', 29' · Hollamby 90' · |  |  |

|  |  |

| GK |  | Juan José Rithner     |
| DF |  | Héctor Viboud         |
| DF |  | J. Cucchi             |
| MF |  | B. Berisso            |
| MF |  | Domingo Bacigaluppi   |
| MF |  | Dastugue              |
| FW |  | Mario Genoud          |
| FW |  | Anacarsis Galup Lanús |
| FW |  | Antonio Piaggio       |
| FW |  | Antonio Marques       |
| FW |  | F. Debenedetti        |

| GK |  | José Hiriart       |
| DF |  | Tomás Hamblin      |
| DF |  | Rafael Bordabehere |
| MF |  | Martín Redín       |
| MF |  | Caraciolo González |
| MF |  | Antonio Torelli    |
| FW |  | C.K. Hollamby      |
| FW |  | Manuel González    |
| FW |  | Faustino González  |
| FW |  | Hugo Mallet        |
| FW |  | José Viale         |

|                                                   |
|                                                   |
| Campeón Club Atlético Newell's Old Boys 1º título |

| Predecesor: 1909 Campeón: Club Atlético de San Isidro | Copa de Honor "Municipalidad de la Ciudad de Buenos Aires" 1911 VII edición | Sucesor: 1912 Campeón: Racing Club |